# Funkcja φ
Funkcja φ (Eulera) lub tocjent – funkcja przypisująca każdej liczbie naturalnej liczbę liczb względnie pierwszych z nią i nie większych od niej. Nazwa pochodzi od nazwiska Leonharda Eulera. Funkcja Eulera odgrywa dużą rolę w teorii liczb. Ma też istotne zastosowania w kryptografii w badaniach nad złożonością szyfrów.
Pierwsze 100 wartości funkcji {\displaystyle \varphi (n){:}}
| +  | 1  | 2  | 3  | 4  | 5  | 6  | 7  | 8  | 9  | 10 |
| -- | -- | -- | -- | -- | -- | -- | -- | -- | -- | -- |
| 0  | 1  | 1  | 2  | 2  | 4  | 2  | 6  | 4  | 6  | 4  |
| 10 | 10 | 4  | 12 | 6  | 8  | 8  | 16 | 6  | 18 | 8  |
| 20 | 12 | 10 | 22 | 8  | 20 | 12 | 18 | 12 | 28 | 8  |
| 30 | 30 | 16 | 20 | 16 | 24 | 12 | 36 | 18 | 24 | 16 |
| 40 | 40 | 12 | 42 | 20 | 24 | 22 | 46 | 16 | 42 | 20 |
| 50 | 32 | 24 | 52 | 18 | 40 | 24 | 36 | 28 | 58 | 16 |
| 60 | 60 | 30 | 36 | 32 | 48 | 20 | 66 | 32 | 44 | 24 |
| 70 | 70 | 24 | 72 | 36 | 40 | 36 | 60 | 24 | 78 | 32 |
| 80 | 54 | 40 | 82 | 24 | 64 | 42 | 56 | 40 | 88 | 24 |
| 90 | 72 | 44 | 60 | 46 | 72 | 32 | 96 | 42 | 60 | 40 |

## Obliczanie
Jeśli {\displaystyle p_{1}^{\alpha _{1}}p_{2}^{\alpha _{2}}\cdot \ldots \cdot p_{k}^{\alpha _{k}}} jest rozkładem liczby {\displaystyle n} na czynniki pierwsze {\displaystyle p_{i}} o nietrywialnych wykładnikach, {\displaystyle \alpha _{i}\geqslant 1}, to 
{\displaystyle \varphi (n)=\varphi \left(p_{1}^{\alpha _{1}}p_{2}^{\alpha _{2}}\cdot \ldots \cdot p_{k}^{\alpha _{k}}\right)=\varphi \left(p_{1}^{\alpha _{1}}\right)\varphi \left(p_{2}^{\alpha _{2}}\right)\cdot \ldots \cdot \varphi \left(p_{k}^{\alpha _{k}}\right)=p_{1}^{\alpha _{1}-1}(p_{1}-1)\cdot p_{2}^{\alpha _{2}-1}(p_{2}-1)\cdot \ldots \cdot p_{k}^{\alpha _{k}-1}(p_{k}-1)},
co wynika z wymienionych niżej własności tej funkcji.

## Własności
- Dla każdej liczby naturalnej {\displaystyle n>1{:}}

{\displaystyle \varphi (n)\leqslant n-1.}
- Jeżeli {\displaystyle p} jest pierwsza, to każda z liczb {\displaystyle 1,2,\dots ,p-1} jest względnie pierwsza z {\displaystyle p,} więc[7]

{\displaystyle \varphi (p)=p-1}.
- Jeżeli liczby całkowite {\displaystyle m,n} są względnie pierwsze, to

{\displaystyle \varphi (mn)=\varphi (m)\varphi (n).}
- Jeżeli {\displaystyle p} jest liczbą pierwszą, to[7]

{\displaystyle \varphi (p^{k})=p^{k-1}\cdot (p-1).}
- Jeżeli {\displaystyle p_{1},p_{2},\dots ,p_{k}} są wszystkimi czynnikami pierwszymi liczby {\displaystyle n} liczonymi bez powtórzeń, to[8]

{\displaystyle \varphi (n)=n\left(1-{\tfrac {1}{p_{1}}}\right)\left(1-{\tfrac {1}{p_{2}}}\right)\dots \left(1-{\tfrac {1}{p_{k}}}\right).}
- Jeżeli {\displaystyle n} nie ma wielokrotnych dzielników pierwszych, tj.[8]

{\displaystyle n=p_{1}p_{2}\dots p_{k},}
gdzie liczby {\displaystyle p_{i}} są pierwsze i parami różne {\displaystyle (i=1,\dots ,k),} to
{\displaystyle \varphi (n)=(p_{1}-1)(p_{2}-1)\dots (p_{k}-1).}
- Dla dowolnej liczby całkowitej {\displaystyle n} zachodzi[9]

{\displaystyle \sum _{m|n}\varphi (m)=n}
(sumowanie obejmuje wszystkie dzielniki liczby {\displaystyle n}).